# Marie Mosquini
Marie Mosquini est une actrice américaine née le 3 décembre 1899 à Los Angeles, Californie (États-Unis), morte le 21 février 1983 à Los Angeles (États-Unis).

## Biographie
Elle apparait dans plus de 200 films de 1917 à 1929. Elle tourne pour les studios d'Hal Roach, où elle joue avec Harold Lloyd, Snub Pollard ou Stan Laurel. Elle épouse en 1930 l’ingénieur Lee De Forest déjà divorcé trois fois.

## Filmographie
- 1917 : Luke's Busy Day
- 1917 : Lonesome Luke on Tin Can Alley
- 1917 : Stop! Luke! Listen!
- 1917 : Lonesome Luke, Mechanic
- 1917 : Lonesome Luke's Wild Women
- 1917 : Lonesome Luke Loses Patients
- 1917 : From Laramie to London
- 1917 : Love, Laughs and Lather
- 1917 : All Aboard d'Alfred J. Goulding
- 1917 : We Never Sleep
- 1918 : The Movie Dummy
- 1918 : The Tip
- 1918 : Fare, Please
- 1918 : That's Him
- 1918 : No Place Like Jail
- 1918 : Au jour le jour (Just Rambling Along)
- 1918 : She Loves Me Not
- 1919 : Harold chasse les grands fauves (Back to the Woods) de Hal Roach
- 1919 : Do You Love Your Wife?
- 1919 : Wanted - $5,000
- 1919 : Une excursion mouvementée (Going! Going! Gone!) de Gilbert Pratt
- 1919 : Hustling for Health : Homeowner's wife
- 1919 : Lui, chef cuisinier (On the Fire) de Hal Roach
- 1919 : Hoot Mon!
- 1919 : I'm on My Way
- 1919 : Look Out Below
- 1919 : A Sammy in Siberia
- 1919 : Young Mr. Jazz
- 1919 : Crack Your Heels
- 1919 : Un fameux régisseur (Ring Up the Curtain) d'Alfred J. Goulding
- 1919 : Si, Senor
- 1919 : Un, deux, trois... partez! (The Marathon) d'Alfred J. Goulding
- 1919 : Swat the Crook
- 1919 : Off the Trolley
- 1919 : Mon ami le voisin (Just Neighbors)
- 1919 : A Jazzed Honeymoon
- 1919 : Count Your Change
- 1919 : Chop Suey & Co.
- 1919 : Heap Big Chief
- 1919 : Don't Shove
- 1919 : Lui et la Dactylographe (Be My Wife) d'Hal Roach
- 1919 : The Rajah
- 1919 : He Leads, Others Follow
- 1919 : Soft Money
- 1919 : Count the Votes
- 1919 : Pay Your Dues
- 1919 : His Only Father
- 1919 : Start Something
- 1919 : It's a Hard Life
- 1919 : Captain Kidd's Kids : Pirate girl
- 1919 : How Dry I Am
- 1919 : Looking for Trouble de Hal Roach
- 1919 : From Hand to Mouth : Maid
- 1920 : Don't Weaken
- 1920 : The Dippy Dentist
- 1920 : Why Go Home?
- 1920 : The Floor Below
- 1920 : All Lit Up
- 1920 : Prince malgré lui (His Royal Slyness)
- 1920 : Waltz Me Around
- 1920 : Raise the Rent
- 1920 : Fresh Paint
- 1920 : Flat Broke
- 1920 : Cut the Cards
- 1920 : The Dinner Hour
- 1920 : Find the Girl
- 1920 : Cracked Wedding Bells
- 1920 : Speed to Spare
- 1920 : Shoot on Sight
- 1920 : Trotting Through Turkey
- 1920 : Nearly a Maid
- 1920 : Grab the Ghost
- 1920 : All in a Day
- 1920 : Any Old Port
- 1920 : Don't Rock the Boat
- 1920 : The Home Stretch
- 1920 : Call a Taxi
- 1920 : Run 'Em Ragged
- 1920 : Live and Learn
- 1920 : A London Bobby
- 1920 : Money to Burn
- 1920 : Go As You Please
- 1920 : Rock-a-Bye Baby
- 1920 : Doing Time
- 1920 : Fellow Citizens
- 1920 : When the Wind Blows
- 1920 : Insulting the Sultan
- 1920 : The Dear Departed
- 1920 : Cash Customers : The Chick
- 1920 : Park Your Car
- 1920 : Le Manoir hanté (Haunted Spooks) d'Alfred J. Goulding et Hal Roach
- 1921 : The Morning After
- 1921 : Whirl o' the West
- 1921 : Open Another Bottle
- 1921 : His Best Girl
- 1921 : Make It Snappy
- 1921 : Fellow Romans
- 1921 : Rush Orders
- 1921 : Bubbling Over
- 1921 : No Children
- 1921 : Big Game
- 1921 : Save Your Money
- 1921 : The Killjoys
- 1921 : Blue Sunday
- 1921 : Where's the Fire
- 1921 : Own Your Own Home
- 1921 : High Rollers
- 1921 : You're Next
- 1921 : The Bike Bug
- 1921 : At the Ringside
- 1921 : No Stop-Over
- 1921 : What a Whopper!
- 1921 : Teaching the Teacher
- 1921 : Spot Cash
- 1921 : Name the Day
- 1921 : The Jail Bird
- 1921 : Late Lodgers
- 1921 : Gone to the Country
- 1921 : Law and Order
- 1921 : Late Hours
- 1921 : Fifteen Minutes
- 1921 : On Location
- 1921 : Hocus Pocus
- 1921 : Penny-in-the-Slot
- 1921 : The Joy Rider
- 1921 : The Hustler
- 1921 : Sink or Swim
- 1921 : Shake 'Em Up
- 1921 : The Corner Pocket
- 1922 : Lose No Time
- 1922 : Call the Witness
- 1922 : Years to Come
- 1922 : Blow 'Em Up
- 1922 : Stage Struck
- 1922 : Down and Out
- 1922 : Pardon Me
- 1922 : The Bow-Wows
- 1922 : Hot Off the Press
- 1922 : The Anvil Chorus
- 1922 : Jump Your Job
- 1922 : Full o' Pep
- 1922 : Kill the Nerve
- 1922 : Days of Old
- 1922 : Light Showers
- 1922 : Do Me a Favor
- 1922 : The Movies
- 1922 : In the Movies
- 1922 : Punch the Clock : Eddie's wife
- 1922 : Strictly Modern
- 1922 : Hale and Hearty
- 1922 : Some Baby
- 1922 : The Dumb Bell
- 1922 : The Stone Age
- 1922 : 365 Days
- 1922 : The Old Sea Dog
- 1922 : Hook, Line and Sinker
- 1922 : Newly Rich
- 1923 : Wait for Me
- 1923 : Dig Up
- 1923 : A Tough Winter
- 1923 : Before the Public
- 1923 : Where Am I?
- 1923 : Monte là-dessus ! (Safety Last!) : Salesgirl
- 1923 : California or Bust
- 1923 : Sold at Auction
- 1923 : The Courtship of Miles Sandwich : Mama / Prisilly
- 1923 : Jack Frost
- 1923 : Post No Bills
- 1923 : The Mystery Man
- 1923 : The Walkout
- 1923 : Short Orders : Cashier
- 1923 : Finger Prints
- 1923 : Jus' Passin' Through : The Daughter
- 1923 : It's a Gift : The Girl
- 1923 : Hustlin' Hank
- 1923 : Dear Ol' Pal
- 1923 : Save the Ship : Wife
- 1923 : Join the Circus
- 1923 : Uncensored Movies
- 1923 : Fully Insured
- 1923 : It's a Joy
- 1924 : Two Wagons Both Covered : Molly Wingate
- 1924 : The Cowboy Sheik : School teacher
- 1924 : The Cake Eater
- 1924 : Big Moments from Little Pictures : Keystone nursemaid
- 1924 : High Brow Stuff
- 1924 : Get Busy
- 1924 : Friend Husband
- 1924 : Going to Congress : Their daughter
- 1924 : Young Oldfield
- 1924 : Don't Park There
- 1924 : Stolen Goods
- 1924 : Should Landlords Live?
- 1924 : Gee Whiz, Genevieve
- 1925 : Fighting Fluid
- 1925 : Is Marriage the Bunk?
- 1925 : Tame Men and Wild Women
- 1926 : Do Your Duty
- 1926 : Good and Naughty : Chouchou Rouselle
- 1926 : The Yokel
- 1927 : L'Heure suprême (Seventh Heaven) : Madame Gobin
- 1927 : Two Girls Wanted : Sarah Miller
- 1928 : Do Your Duty
- 1929 : The Black Book : Sally